# بيتر فيتزجيرالد
بيتر فيتزجيرالد (بالإنجليزية: Peter Fitzgerald) (و. 1960 – م) هو سياسي، محام أمريكي ولد في إلجين.
تولى منصب عضو مجلس الشيوخ الأمريكي .

## التعليم
تعلم في دارتموث، وجامعة أرسطو، وجامعة ميشيغان.